# Zhongyang Guoshu Guan
La Zhongyang guoshu guan (中央国术馆S, Zhōngyāng guóshù guǎnP, palestra centrale di Arte Nazionale, in Italia è spesso reso con Accademia Centrale di Nanchino) di Nanchino è un'istituzione nazionale di arti marziali cinesi fondata con una legge pubblicata il quindicesimo giorno del terzo mese del 1927. In origine il nome era Guoshu yanjiu guan (国术研究馆S, Guóshù yánjiū guǎnP).

## L'Istituto
Questa “scuola” era diretta da Zhang Zhijiang (张之江) ed era divisa in dipartimenti di ricerca, di pubblicazione e di insegnamento. Il dipartimento di insegnamento era diviso a sua volta in due sezioni: Shaolin men (少林门), che si occupava di stili esterni, Wudang men (武当门), che si occupava di stili interni. 
Dal 1929 l'indirizzo dello Zhongyang Guoshu Guan è Toutiaoxiang al numero 6  presso la porta magnificente Ovest a Nanchino (南京西华门头条巷6号).
Questa esperienza si interromperà nel 1937 con l'invasione Giapponese, ma sarà alla base dello sviluppo del Wushu moderno e delle varie Associazioni di Guoshu dell'isola di Taiwan, dopo la conclusione della guerra civile nel 1949.

## Gli Esami Nazionali

### Il Primo Guokao
La scuola organizzò incontri sportivi, combattimenti a mani nude e con armi corte e lunghe. Il primo “esame nazionale” (Guokao 国考) si è tenuto a Nanchino nel 1928 ed ha riunito 333 partecipanti provenienti da 17 province; si svolse in una certa confusione a causa dell'assenza di un regolamento e per lo stesso motivo il numero dei feriti fu tale che la giuria dovette procedere ad eleggere i vincitori. Si distinsero in particolare quindici atleti: Zhu Guofu (朱国福), Gu Ruzhang (顾汝章),  Wang Yunpeng (王云鹏), Zhang Changyi (张长义), Ma Yufu (马裕甫), Dou Laigeng (窦来庚), Yang Shiwen (杨士文), Zhang Yingzhen (张英振), Yang Fawu (杨法武), Wang Chengzhang (王成章), Zhu Guozhen (朱国桢), Zhang Weitong (张维通), Zhu Guolu (朱国禄), Ma Chengzhi (马成智), Hu Jiong (胡炯).

## Lianbuquan
Lianbuquan (Pinyin)), Lien pu ch'uan (Wade-Giles), in cinese viene scritto in due maniere differenti 练步拳 e 连步拳  che in Italiano significano rispettivamente Pugilato per allenare le posizioni e Pugilato delle posizioni concatenate. 
Questa è una forma che è stata utilizzata nella Zhongyang Guoshu Guan di Nanchino ed in origine sarebbe stata Shaolin Longquan.
L'esercizio si compone di 3 duan per un totale di 36 shi (figure).
In Italia all'interno della scuola fondata da Chang Dsu Yao si usa questo nome per indicare una forma semplificata di Meihuaquan.